# Contabilidade pública

Caduceu: símbolo da contabilidade.

A Contabilidade Pública é o ramo da contabilidade que estuda, interpreta, identifica, mensura, avalia, registra, controla e evidencia os fenômenos contábeis, econômicos, financeiros, físicos e orçamentários decorrentes de variações patrimoniais em: (a) entidades do setor público; e (b) ou de entidades que recebam, guardem, movimentem, gerenciem ou apliquem recursos públicos, na execução de suas atividades, no tocante aos aspectos contábeis, físicos e financeiros da prestação de contas. A contabilidade pública, também chamada de contabilidade governamental, não deve ser confundida com a contabilidade nacional, pois esta é um sistema de contabilidade focado na mensuração dos agregados econômicos, cujo objeto são as chamadas contas nacionais, como por exemplo, o produto interno bruto (PIB), cuja metodologia desenvolvida pela ONU faz uso do método das partidas dobradas.
Contabilidade Aplicada ao Setor Público é o ramo da ciência contábil que aplica, no processo gerador de informações, os Princípios Fundamentais de Contabilidade e as normas contábeis direcionados ao controle patrimonial de entidades do setor público.
O objetivo da Contabilidade Aplicada ao Setor Público é fornecer aos usuários informações sobre os resultados alcançados e os aspectos de natureza orçamentária, econômica, financeira e física do patrimônio da entidade do setor público e suas mutações, em apoio ao processo de tomada de decisão; a adequada prestação de contas; e o necessário suporte para a instrumentalização do controle social.
As Entidade do Setor Público, objeto da contabilidade pública, são: órgãos, fundos e pessoas jurídicas de direito público ou que, possuindo personalidade jurídica de direito privado, recebam, guardem, movimentem, gerenciem ou apliquem recursos públicos, na execução de suas atividades. Equiparam-se, para efeito contábil, as pessoas físicas que recebam subvenção, benefício, ou incentivo, fiscal ou creditício, de órgão público.
No Brasil, a contabilidade pública advém diretamente da legislação. O principal dispositivo legal é a Lei 4.320/64, que Estatui Normas Gerais de Direito Financeiro para elaboração e controle dos orçamentos e balanços da União, dos Estados, dos Municípios e do Distrito Federal.
Está intimamente ligada com a gestão de recursos públicos. Esta área ganhou maior visibilidade com a Lei de Responsabilidade Fiscal.

## Sistema Contábil
O sistema contábil representa a estrutura de informações sobre identificação, mensuração, avaliação, registro, controle e evidenciação dos atos e dos fatos da gestão do patrimônio público, com o objetivo de orientar e suprir o processo de decisão, a prestação de contas e a instrumentalização do controle social.
O objetivo das demonstrações contábeis das entidades do setor público é o fornecimento de informações úteis sobre a entidade que reporta a informação, voltadas para os usuários dos Relatórios Contábeis para fins de prestação de contas e responsabilização (accountability) e para a tomada de decisão. Os relatórios de  Estatísticas de Finanças Públicas são utilizados, principalmente, para: (a) analisar opções de política fiscal, definir essas políticas e avaliar os seus impactos; (b) determinar o impacto sobre a economia; e (c) comparar os resultados fiscais nacional e internacionalmente. O foco é sobre a avaliação do impacto do setor público em geral sobre a economia, no âmbito da estrutura conceitual das estatísticas macroeconômicas.

## Estrutura do Sistema Contábil
A Contabilidade Aplicada ao Setor Público é organizada na forma de sistema de informações, cujos subsistemas, conquanto possam oferecer produtos diferentes em razão da respectiva especificidade, convergem para o produto final, que é a informação sobre o patrimônio público. 
O sistema contábil está estruturado nos seguintes subsistemas de informações:
- Orçamentário – registra, processa e evidencia os atos e os fatos relacionados ao planejamento e à execução orçamentária;
- Financeiro – registra, processa e evidencia os fatos relacionados aos ingressos e aos desembolsos financeiros, bem como as disponibilidades no início e final do período;
- Patrimonial – registra, processa e evidencia os fatos não financeiros relacionados com as variações qualitativas e quantitativas do patrimônio público;
- Custos – registra, processa e evidencia os custos dos bens e serviços, produzidos e ofertados à sociedade pela entidade pública;
- Compensação – registra, processa e evidencia os atos de gestão cujos efeitos possam produzir modificações no patrimônio da entidade do setor público, bem como aqueles com funções específicas de controle.

Os subsistemas contábeis devem ser integrados entre si e a outros subsistemas de informações de modo a subsidiar a administração pública sobre: 
- desempenho da unidade contábil no cumprimento da sua missão;
- avaliação dos resultados obtidos na execução dos programas de trabalho com relação à economicidade, à eficiência, à eficácia e à efetividade;
- avaliação das metas estabelecidas pelo planejamento;
- avaliação dos riscos e das contingências.

## Manual de Contabilidade Aplicada ao Setor Público (MCASP)[10]
O Manual de Contabilidade Aplicada ao Setor Público, que se encontra na 8a. edição, (MCASP) visa colaborar com o processo de elaboração e execução do orçamento, além de contribuir para resgatar o objeto da contabilidade como ciência, que é o patrimônio. Com isso, a contabilidade poderá atender a demanda de informações requeridas por seus usuários, possibilitando a análise de demonstrações contábeis adequadas aos padrões internacionais, sob os enfoques orçamentário e patrimonial, com base em um Plano de Contas Nacional.
O Manual das Demonstrações Contábeis do Setor Público tem como objetivo padronizar os conceitos, as regras e os procedimentos relativos às demonstrações contábeis do setor público a serem observados pela União, Estados, Distrito Federal e Municípios, permitindo a evidenciação e a consolidação das contas públicas em nível nacional, em consonância com os procedimentos do Plano de Contas Aplicado ao Setor Público - PCASP.  
Nesse contexto, as demonstrações contábeis assumem papel fundamental, por representarem as principais saídas de informações geradas pela Contabilidade Aplicada ao Setor Público, promovendo transparência dos resultados orçamentário, financeiro, econômico e patrimonial do setor público. 
Para cumprimento do objetivo de padronização dos procedimentos contábeis, este manual observa os dispositivos legais que regulam o assunto, como a Lei nº 4.320, de 17 de março de 1.964, a Lei Complementar nº 101, de 4 de maio de 2000, e também as disposições do Conselho Federal de Contabilidade relativas aos Princípios Fundamentais de Contabilidade, bem como as Normas Brasileiras de Contabilidade Aplicadas ao Setor Público (NBCT 16). 
De acordo com a Lei 4.320/1.964, art. 101, os resultados gerais do exercício serão demonstrados no Balanço Orçamentário, no Balanço Financeiro, no Balanço Patrimonial, na Demonstração das Variações Patrimoniais, além de outros quadros demonstrativos. Assim, as demonstrações contábeis das entidades definidas no campo de aplicação da Contabilidade do Setor Público, disciplinadas por este manual, incluindo as exigidas pela Lei 4.320/64, são: 
a) Balanço Patrimonial (BP); 
b) Balanço Orçamentário (BO); 
c) Balanço Financeiro (BF); 
d) Demonstração das Variações Patrimoniais (DVP);  
e) Demonstração dos Fluxos de Caixa (DFC); 
f) Demonstração das Mutações do Patrimônio Líquido (DMPL); e 
g) Demonstração do Resultado Econômico (DRE). 
As demonstrações contábeis previstas neste manual devem ser divulgadas da seguinte forma: 
- - Demonstrações Contábeis Consolidadas - devem compor a Prestação de Contas Anual de Governo, que recebe parecer prévio pelo Tribunal de Contas competente;
- - Demonstrações Contábeis Não-Consolidadas - devem compor a tomada ou prestação de contas anual dos administradores públicos.

O manual descreve os principais conceitos relativos às demonstrações, além de definir a estrutura e as instruções de preenchimento. Demonstra ainda alguns pontos para análise e avaliação da gestão bem como os principais exames que devem ser efetuados pelos gestores para garantir a consistência das informações e os procedimentos para a consolidação, sem esgotar todas as possibilidades de avaliação de consistência.

## Lei 4.320 de 1964[4]
Segundo o artigo 105 da Lei 4.320/64, o Balanço Patrimonial demonstrará:
- I   - O Ativo Financeiro
- II  - O Ativo Permanente
- III - O Passivo Financeiro
- IV  - O Passivo Permanente
- V   - O saldo patrimonial
- VI  - As Contas de Compensação

Dessa forma, partindo-se de que o sistema patrimonial resulta no balanço patrimonial público (mais as contas de compensação que lhe forem pertinentes), notar-se-á não haver a inclusão da demonstração das variações patrimoniais, prevista no artigo 104, Anexo XV. Como se constata, essa Demonstração reúne várias contas de resultado (análoga ao balanço de resultado econômico do Código Civil) e não se constitui em apenas na conta patrimonial prevista no artigo 100 (interpretada como análoga à antiga conta empresarial dos Lucros & Perdas).
Pela demonstração se convencionou auferir o superávit ou déficit econômico do exercício de determinado órgão ou governo, em atendimento a previsão do artigo 85 que faz menção a "resultados econômicos", o que nos leva a deduzir haver também um Sistema Econômico na Contabilidade Pública Brasileira.
Atualmente, também, há um processo de internacionalização deste ramo contábil. São as Normas Internacionais de Contabilidade aplicadas ao Setor Público (International Public Sector Accounting Standards - IPSAS) editadas pela Federação Internacional de Contadores ( International Federation of Accountants - IFAC) já disponibilizada a versão traduzida para o português pelo Conselho Federal de Contabilidade - CFC.